# Орешета, Михаил Григорьевич
Михаил Григорьевич Орешета (10 ноября 1951, Великая Загоровка — 8 февраля 2021, остров Партизанский, Кольский район, Мурманская область) — российский прозаик, краевед, поисковик. Член Союза писателей России. Почётный гражданин города-героя Мурманска.

## Биография
Родился 10 ноября 1951 году в селе Великая Загоровка Черниговской области. Его отец, Григорий Ефимович трудился в колхозе механизатором, а мать, Вера Григорьевна тоже работала колхозницей. В 1967 году завершив обучение в неполной средней школе в селе Великая Загоровка, Михаил поступил учиться в профтехучилище № 68 в городе Антрацита Луганской области, которое закончил в 1971 году и был направлен на работу электрослесарем в шахту № 23 «Донбассантрацит».
С 1971 по 1974 годы проходил службу в рядах Военно-морского флота. После демобилизации остался работать в Мурманском морском пароходстве. Трудился электриком, затем электромонтажником, а позже и инспектором отдела организации работы с моряками.
С 1980 по 1985 годы проходил заочное обучение на историческом факультете Мурманского государственного педагогического института, получил специальность учителя истории и обществоведения. С 1984 по 1988 годы трудился в должности заместителя председателя президиума совета Мурманского областного отделения Всероссийского общества охраны памятников истории и культуры.
С 1990 по 1998 годы писатель и краевед трудился начальником отдела туризма и внешних связей колхоза «Беломорский рыбак», затем был назначен президентом частной фирмы «Мэр пинк», работал директором акционерного общества «Цып-Наволок». С 1998 года и до самой смерти трудился в должности директора ГОУ молодёжной политики «Центр гражданского и патриотического воспитания молодежи».
Активно занимался общественно-политической деятельностью. С 1999 года был членом Союза писателей. С 1975 года занимался изучением истории Кольского края, а также организовывал поисковые и военно-патриотические экспедиции. За длительное время с его участием было найдено несколько сотен останков советских воинов, проведены работы по благоустройству более 26 воинских захоронений. Он является инициатором установления множества мемориальных досок и памятных обелисков. Именно он восстановил и организовал мемориальные землянки на месте базирования партизанских отрядов «Советский Мурман» и «Большевик Заполярья».

Проживал в Мурманске. Умер 8 февраля 2021 года, находясь на острове Партизанском.

Михаил Григорьевич Орешета на полуостровах Средний и Рыбачий
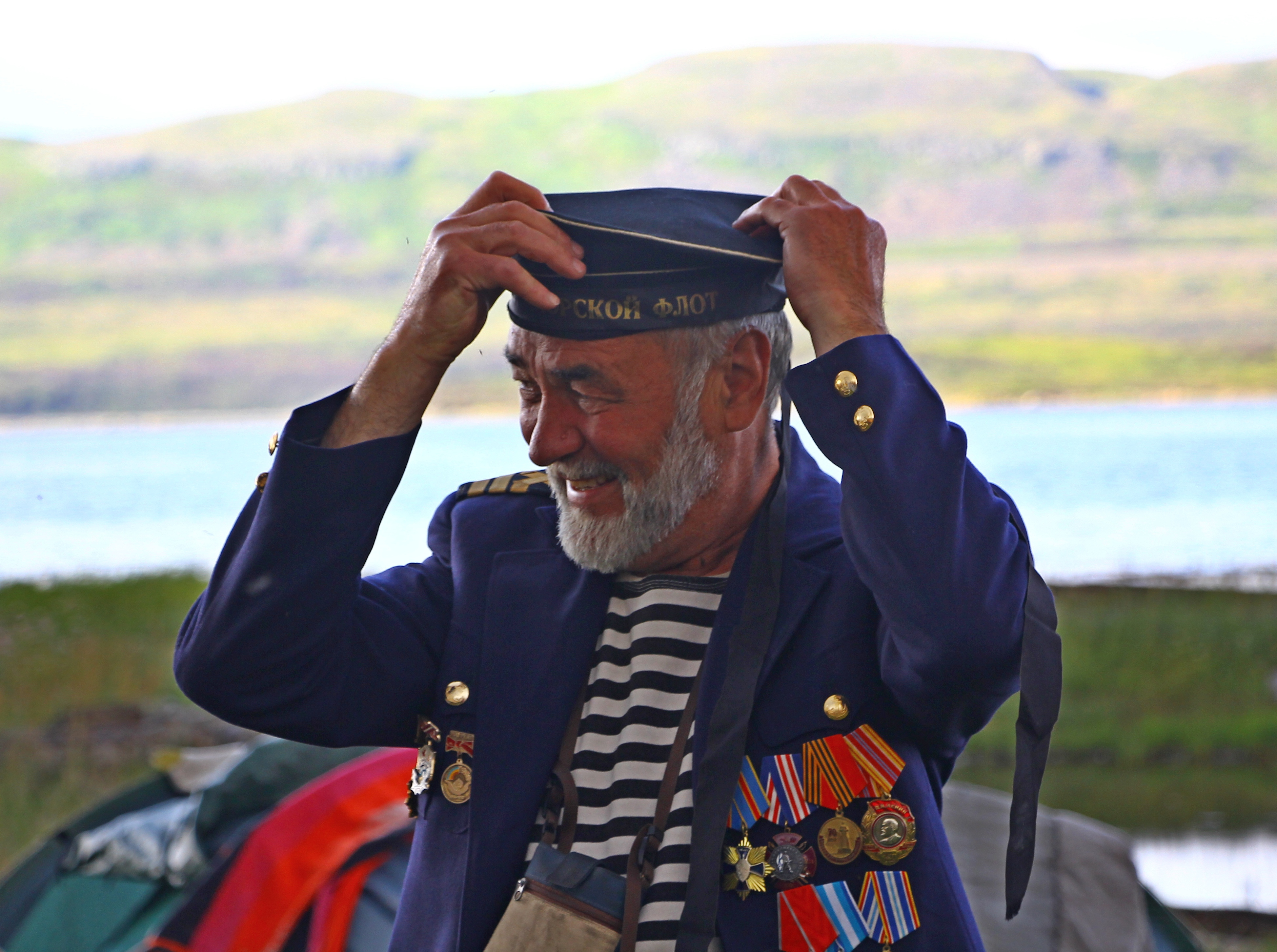
М. Г. Орешета (п-ов Рыбачий)
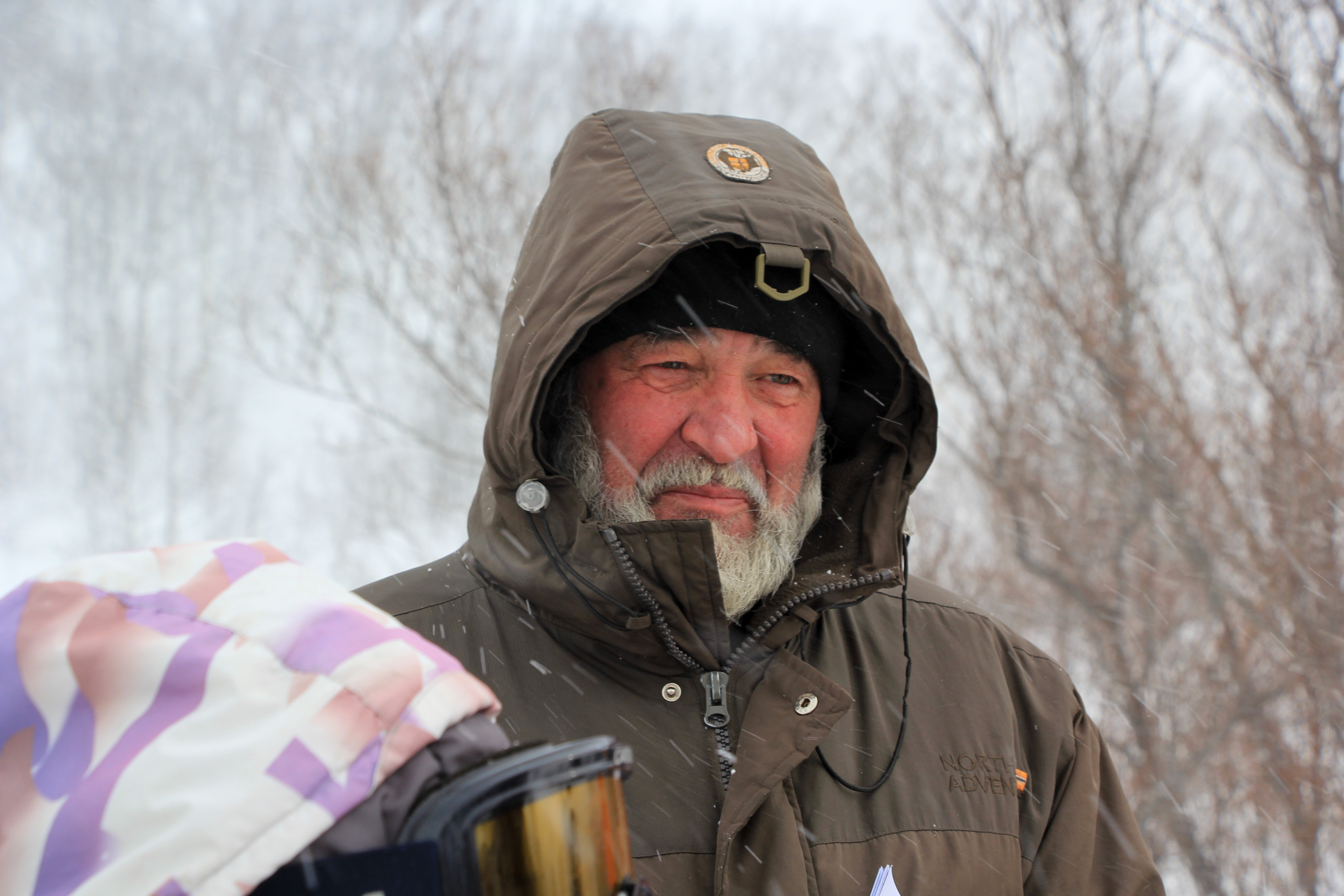
Михаил Григорьевич в зимнем походе (Титовка)
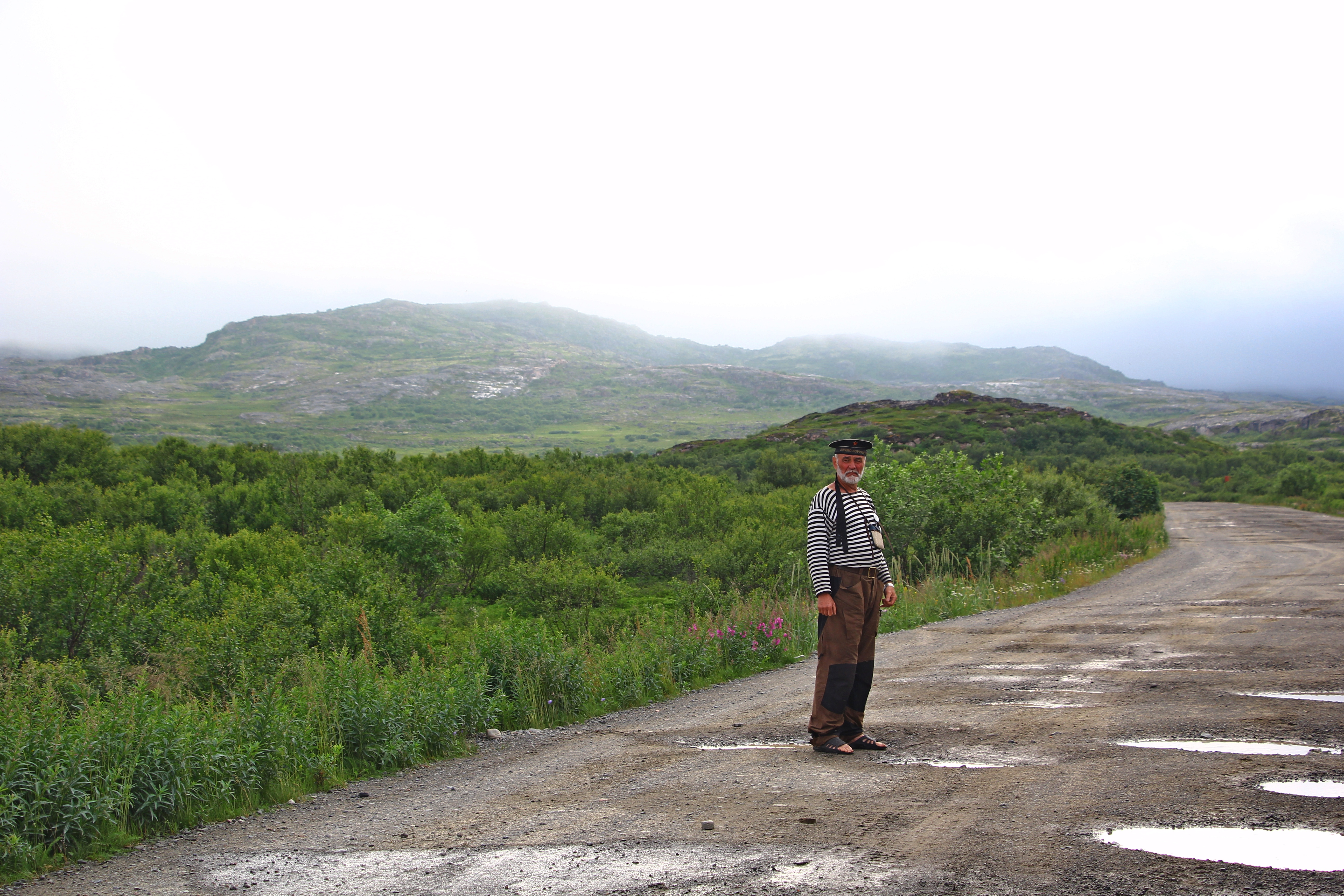
М. Г. Орешета на п-ове Средний
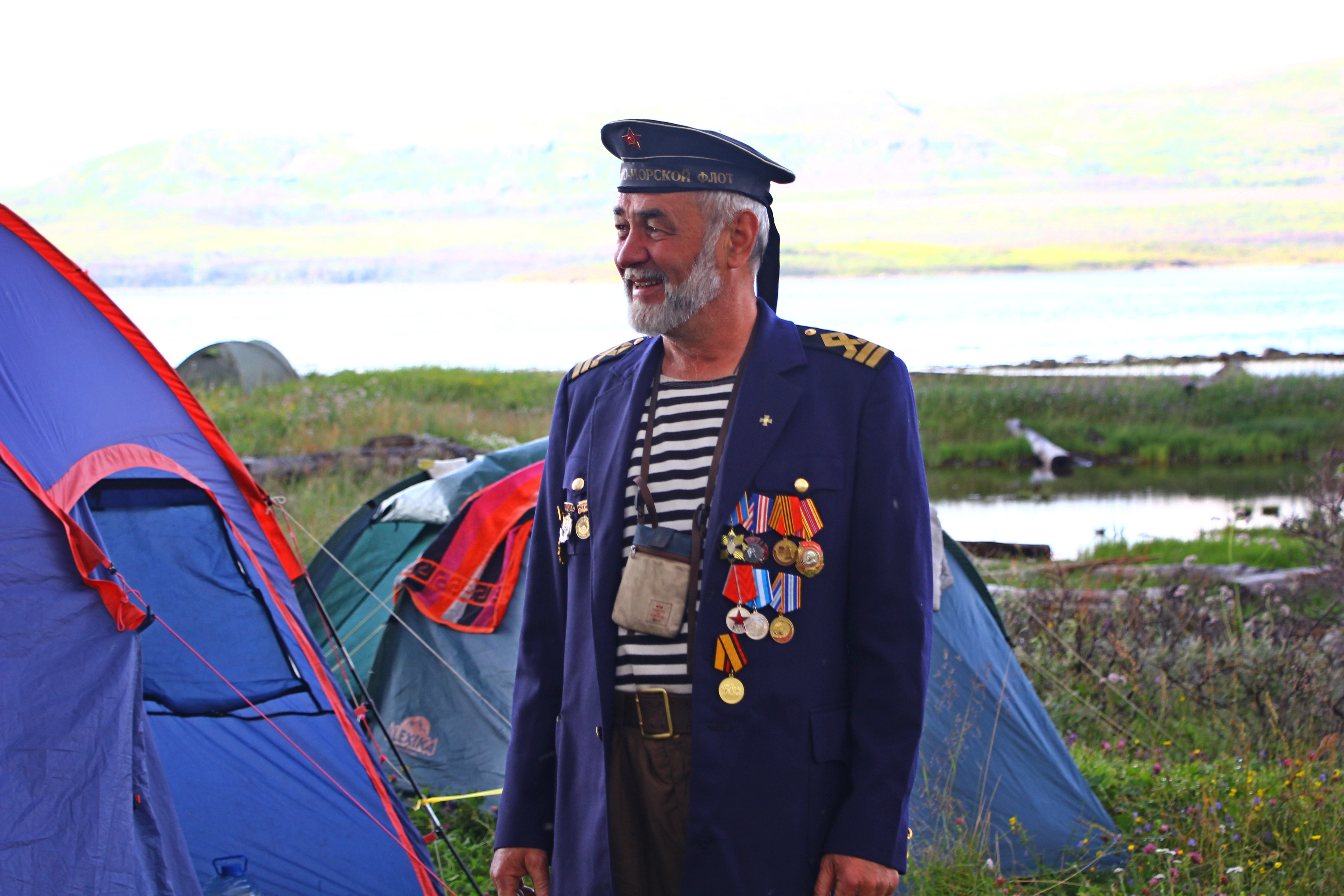
Празднование Дня Военно-морского флота (п-ов Рыбачий).jpg
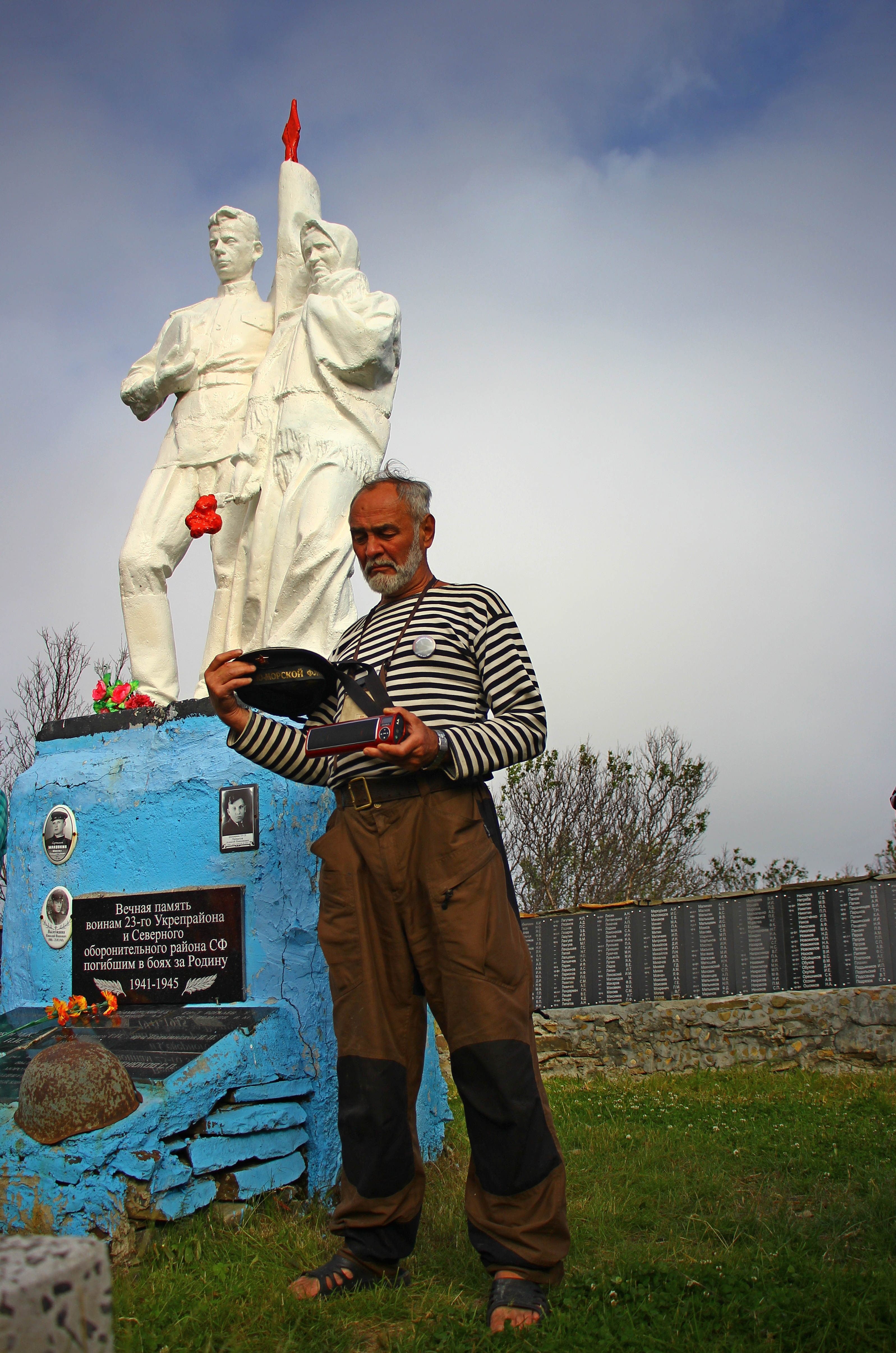
Орешета М. Г. у памятника Матери
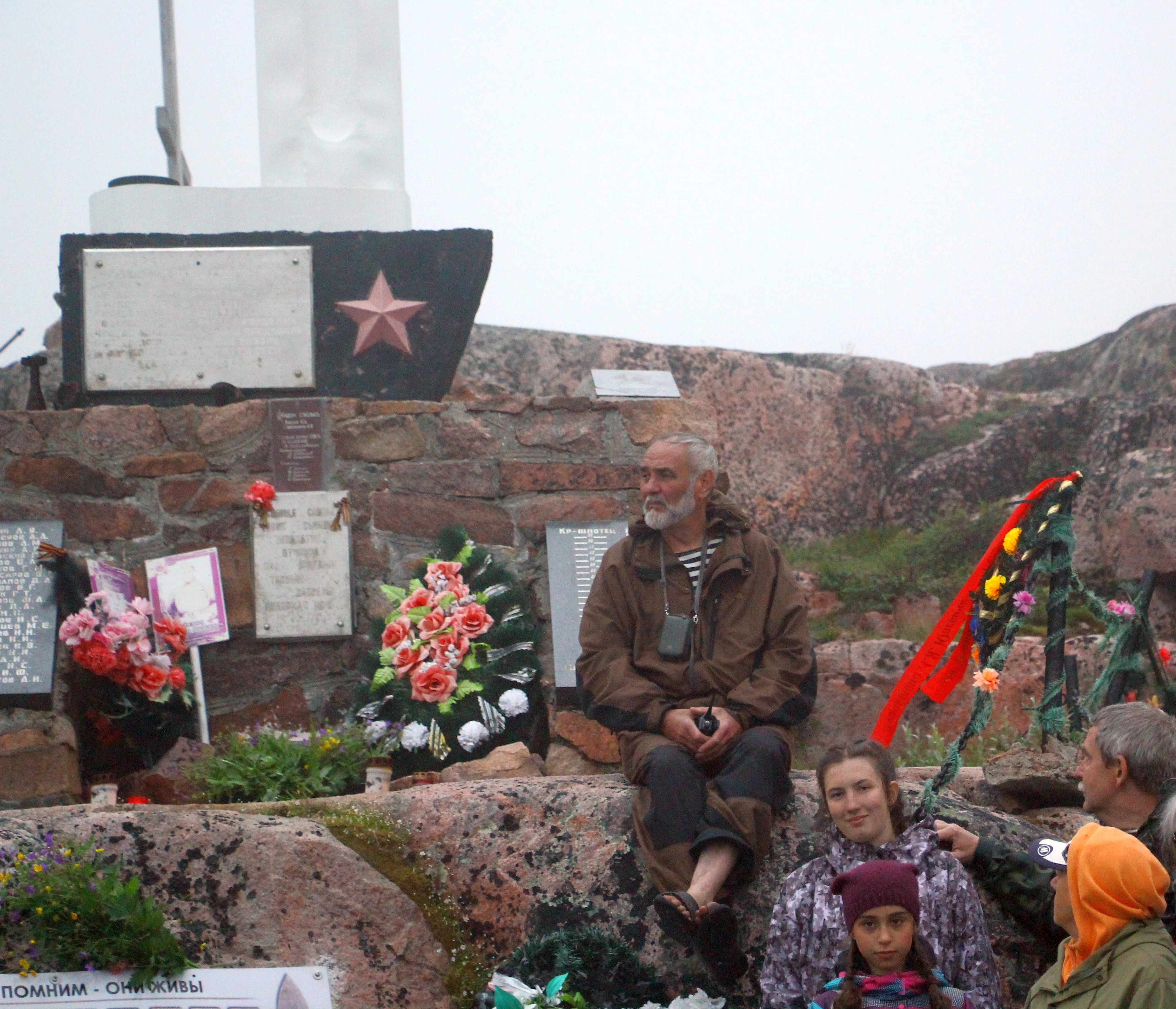
М. Г. Орешета у памятника капитану А. Юневичу (п-ов Средний)

## Премии и награды
- Медаль «За трудовое отличие» 13 мая 1977 года Указом Президиума Верховного Совета СССР,
- Медаль ордена «За заслуги перед Отечеством» II степени (2002 год),
- Медаль Шолохова,
- Почётный гражданин города Мурманска (2011 год)[8],
- 1985 — лауреат Всероссийского конкурса любительских фильмов за киноленту «Солдатская боль»,
- 1999 — лауреат премии Губернатора Мурманской области «За достижения в области профессионального мастерства»,
- 2008 — лауреат премии мэрии города Мурманска «За активную общественную работу в области образования»,
- 2010 — лауреат премии имени В. С. Пикуля, за серию книг «Осиротевшие берега»,
- 2010 — лауреат общественной премии имени В. С. Маслова.